# Selos e história postal do Benim

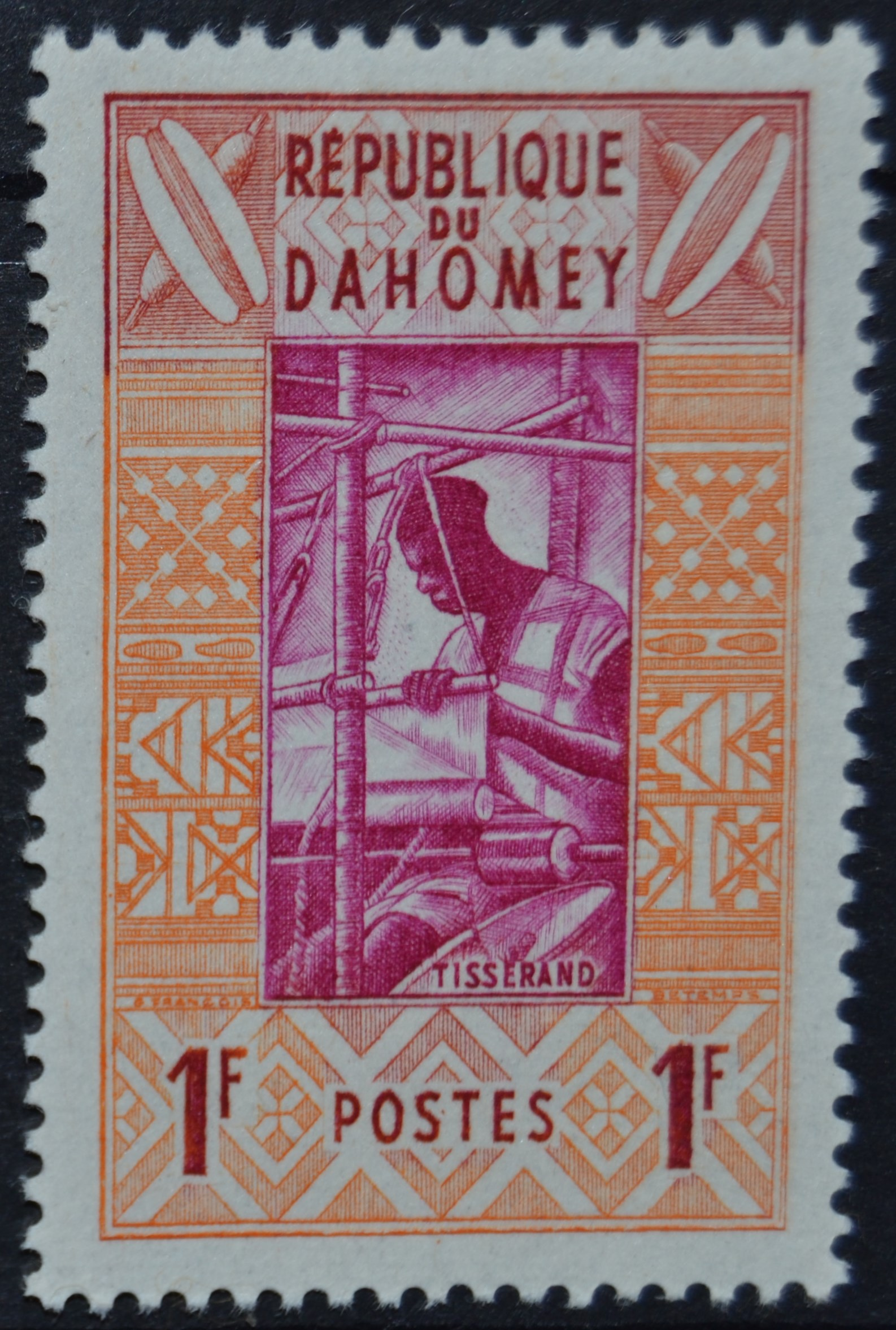
Selo do Daomé, de 1961, com o valor de 1fr., da série "Artesãos", mostrando uma tecedeira.

O Benim, oficialmente designado como República do Benim (em francês:  République du Bénin), é um país da região ocidental da África limitado a norte pelo Burquina Fasso e pelo Níger, a leste pela Nigéria, a sul pelo Golfo do Benim e a oeste pelo Togo. A sua capital é a cidade de Porto Novo. Antiga colónia francesa do Daomé (em francês:  Dahomey), o país obteve a sua independência em 1 de agosto de 1960 e adotou o nome de Benim a partir de 1975.

## História postal

### Benim francês (1892-1894)

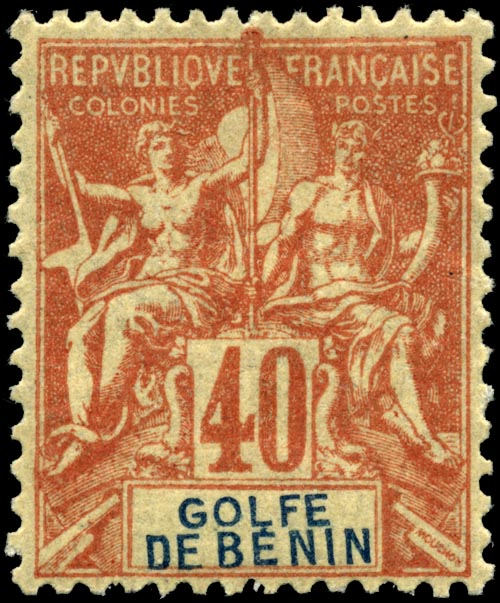
Selo de 40c de 1893

Em 1851, a França assinou um tratado comercial e de amizade com o chefe de Porto Novo, vassalo do rei Glelê do Daomé, que reinou de 1858 a 1889. Pelos tratados de 1868 e de 1878, a região de Cotonu, situada entre a feitoria portuguesa de Uidá (Ajudá) e Porto Novo, foi cedida aos franceses. Em 1883, o rei de Porto Novo, desejando proteger-se dos objetivos expansionistas do Daomé, assinou um tratado de protetorado com a França. Porém, a ascensão de Beanzim, conduziu à guerra e ao pretexto para os franceses porem fim àquele reino. Os estabelecimentos franceses (incluindo o Benim) foram então reagrupados na colónia do Daomé.  
Durante aquele curto período, entre 1892 e 1894, foram usados na região de Cotonu selos coloniais franceses com a sobrecarga " BENIN", ou " BÉNIN", ou ainda "GOLFE DE BÉNIN".

### Daomé (1899-1944)
Em 1899, o Daomé foi integrado na África Ocidental Francesa (AOF). As fronteiras foram estabelecidas segundo um acordo comum com o Reino Unido (que administrava a Nigéria) e com a Alemanha (presente no Togo). Tal facto, permitiu manter a sua autonomia postal, tal como as restantes colónias que faziam parte da AOF.
Os primeiros selos, emitidos em 1899, ainda eram os mesmos selos coloniais do período anterior, mas agora com a sobrecarga " DAHOMEY ET DÉPENDANCES". A primeira série com motivos específicos foi emitida em 1906 e mostrava a efígie do general Louis Faidherbe, um antigo governador colonial da região. Seguir-se-ia, em 1913, uma série de selos com padrões semelhantes aos de outras colónias que integravam a África Ocidental Francesa.

### África Ocidental Francesa (1944-1958)
Entre 1944 e a data da sua independência, o Daomé usou os selos comuns a um conjunto de colónias que constituíam a África Ocidental Francesa. Para além do Daomé, os mesmos selos circulavam no Senegal, Guiné francesa, Costa do Marfim, Sudão Francês (atual Mali), Níger, Alto Volta (atual Burkina Faso) e Mauritânia.